# Polyaulon bimaculatus
Polyaulon bimaculatus là một loài tò vò trong họ Ichneumonidae.